# William H. McNeill
Pour les articles homonymes, voir McNeill.
William Hardy McNeill (31 octobre 1917 - 8 juillet 2016) est un spécialiste américain de l'histoire globale connu pour ses travaux sur la société occidentale. Il a été professeur à l'université de Chicago de 1947 à 1987.

## Biographie
William H. McNeill est né à Vancouver au Canada en 1917 ; il était le fils du théologien et enseignant John T. McNeill. Il étudia à l'université de Chicago et obtint un baccalauréat ès arts en 1938 et une maîtrise ès arts en 1939. En 1941, McNeill fut incorporé dans l'armée américaine et il combattit en Europe durant la Seconde Guerre mondiale. Après la guerre, il réalisa son doctorat à l'université Cornell en 1947 et la même année il commença à enseigner à l'université de Chicago.
L’œuvre majeure de McNeill fut The Rise of the West: A History of the Human Community publié en 1964 qui étudiait l'histoire globale en s'appuyant sur les relations entre les différentes civilisations et en particulier sur l'impact considérable de la civilisation occidentale sur les autres durant les 500 dernières années. L'ouvrage eut une influence considérable sur les études historiques de par son accent sur les mélanges culturels à l'inverse de la vision d'Oswald Spengler de civilisations indépendantes les unes des autres. The Rise of the West remporta le National Book Award de 1964 dans la catégorie « histoire et biographie ». En 1976, McNeill écrivit Plagues and Peoples, un ouvrage influent sur l'impact des maladies sur l'histoire humaine et l'émergence de l'histoire de l'environnement. Il fut également président de la société américaine d'histoire en 1985 et il a pris sa retraite en 1987.
Le président Barack Obama lui a décerné en 2009 la National Humanities Medal reconnaissant « ses exceptionnels talents d'historien, d'universitaire et d'auteur de plus de vingt ouvrages dont The Rise of the West qui suit la trace des civilisations sur 5 000 ans d'histoire écrite ».
William Hardy McNeill est le père de John R. McNeill, également historien. Il était marié à Elizabeth Darbishire jusqu'à sa mort en 2006.